# General Motors Nigeria
Die General Motors Nigeria Limited, auch GM Nigeria Limited oder kurz GMNL, ist ein Nutzfahrzeughersteller in Lagos, Nigeria.
Das Unternehmen ist eine Tochtergesellschaft der UAC of Nigeria Plc., an der zudem General Motors (30 %) und Mitarbeiter und Geschäftsführung (insgesamt 10 %) beteiligt sind.
Hergestellt werden Nutzfahrzeuge der Marke Isuzu.

## Geschichte
Im Jahr 1929 nahm Miller Brothers seinen Betrieb auf und wurde später zum Automobilableger der damaligen UAC Limited, dem Vorgänger der UAC of Nigeria Plc. Zwei Jahre später wurde es als Niger Motors Limited neu gegründet und baute 1959 das erste Automobilwerk in Nigeria.
Montiert wurden Bedford-Lastwagen aus SKD-Bausätzen. Das 1965 in Federated Motor Industries (FMI) umbenannte Werk montierte in den 1970er Jahren das General Motors BTV Basic Transportation Vehicle und stellte 1979 auf CKD-Bausätze um. Im Jahr 1991 fusionierten schließlich FMI und Niger Motors zum heutigen Unternehmen.
Die ersten gefertigten Fahrzeuge waren von General Motors do Brasil konstruiert.